# Кэй Медфорд
Кэй Медфорд (англ. Kay Medford, 14 сентября 1919 — 10 апреля 1980) — американская актриса, номинантка на премию «Оскар» в 1968 году.

## Биография
Маргарет Кэтлин О’Реган (англ. Margaret Kathleen O'Regan) родилась в Нью-Йорке в семье ирландских эмигрантов. Больших успехов на актёрском поприще она добилась перешагнув 50-летний рубеж. В 1960 году Медфорд сыграла миссис Петерсон в оригинале бродвейского мюзикле «Бай бай, пташка», роль которой была хорошо оценена публикой и критиками. Она также появилась в таких мюзиклах как «Карусель» и «Смешная девчонка», где играла мать Фанни Брайс, роль которой позже ей досталась и в одноимённом фильме. Актриса была номинирована на премии «Тони» и «Оскар» за исполнение этой роли на Бродвее и в кино. Последние годы своей карьеры Кэй Медфорд работала на телевидении, где запомнилась своей ролью в ситкоме «В Рим с любовью» с Джоном Форсайтом в главной роли.
Кэй Медфорд умерла от рака шейки матки в Нью-Йорке в 1980 году в возрасте 60 лет.

## Избранная фильмография
- Больше, чем друзья (1978) — Джерти (ТВ)
- Лола (1969) — Миссис Вардман
- Ангел у меня в кармане (1969) — Расин
- Смешная девчонка (1968) — Роуз Брайс
- Страшное безумие (1966) — Миссис Фиш
- Мышиная возня (1960) — Миссис Галло
- Лицо в толпе (1957) — Первая Миссис Родс
- Виновный свидетель (1950) — Энджел
- Сыщик (1949) — Глэдис Ля Верн
- Портрет Дориана Грея (1945) — Девушка (в титрах не указана)
- Три сердца для Джулии (1943) — Телма (в титрах не указана)